# Airlinair
Airlinair S.A. è stata una compagnia aerea regionale francese, in sintonia con il gruppo Air France-KLM, con sede a Rungis nell'Île-de-France. Il 31 marzo 2013 fu integrata in HOP! insieme a Brit Air e Régional.

## Storia
Fu fondata nel dicembre 1998 e iniziò ad operare nel maggio 1999. Fu fondata da quattro principali azionisti ed era di proprietà di Financière Linair (60,14%) e Brit Air (39,86%). Dai meno capienti Beechcraft 1900 la flotta transitò agli ATR 42 e poi anche ATR 72, quasi sempre comunque operati conto terzi.
Alla fine del 2012, l'Air France acquistò il pacchetto detenuto dal fondatore controllando di fatto il 100% della società, anche a seguito dell'acquisto delle azioni Brit Air. Il 31 marzo 2013 Airlinair, insieme a Brit Air e Régional, fu raggruppata sotto il marchio HOP!, la nuova entità creata da Air France per i collegamenti regionali a sé stessa collegati.

## Flotta
Nel febbraio 2013 la flotta comprendeva:
- 3 ATR 72-500
- 4 ATR 72-200
- 13 ATR 42-500
- 5 ATR 42-300